# Haran
- Haran (hébreu : הרן) est un personnage de la Genèse. Il est le fils de Terah et le frère d'Abraham et de Nahor (fils de Terah) (à ne pas confondre avec Nahor, père de Térah) Il serait né en 2056 av. J.-C. Loth, Milca et Jisca sont ses enfants.

- Haran (orthographe hébraïque légèrement différente : חרן, souvent transcrit Charan) est un lieu biblique, où Abraham aurait séjourné lors de son grand périple depuis Ur vers la Terre promise. D'après la Genèse, Abram (ensuite surnommé Abraham) vécut à Haran pendant près de 15 ans avant de continuer vers Canaan. La ville de Harran dans le sud de l'actuelle Turquie près de la frontière avec la Syrie pourrait bien y correspondre, mais on discute de savoir si elle ne serait pas plus proche de Ur.